# Oporinia bicinctata
Oporinia bicinctata är en fjärilsart som beskrevs av Fuchs 1900. Oporinia bicinctata ingår i släktet Oporinia och familjen mätare. Inga underarter finns listade i Catalogue of Life.